# Max Salgado
Maximiliano Eduardo Salgado Giadrosic (Santiago de Chile, 29 de julio de 1993) es un actor chileno de cine, teatro, televisión y doblaje chileno.

## Biografía
Nació el 29 de julio de 1993 en Santiago.
Licenciado en Artes con Mención en Actuación Teatral de la Universidad de Chile, Diplomado en Mindfulness Relacional y Prácticas de Bienestar en la Universidad Adolfo Ibáñez y Coach en liderazgo colaborativo y comunicación efectiva de la Pontificia Universidad Católica de Chile. 
Hijo de padres músicos y con hermanas en la industria del baile y locución radial, Max conoce el mundo artístico desde pequeño, siendo el doblaje uno de sus primeros trabajos en el medio. En 2005 participa de Mea Culpa, al año siguiente es invitado a un capítulo de El día menos pensado y en 2007 se integra al elenco de Alguien te mira. Posteriormente abandona la actuación para dedicarse a sus estudios, aunque mantiene algunos trabajos como doblajista. 
Egresado de la escuela de actuación, hace un casting con el que consigue el papel de "Cristopher "Tofi" Milán" en Príncipes de barrio, siendo protagonista y el papel con el que regresa a la televisión.
Entre sus pasatiempos se encuentran la meditación, música y la actividad física, entrenando múltiples deportes y disciplinas.

## Doblaje
Desde pequeño estuvo relacionado con el medio artístico, pues sus padres son músicos, tiene una hermana bailarina y otra hermana dedicada a la locución radial, fue esta última quién lo introduce a los doblajes desde temprana edad, cuando "un día necesitaban la voz de un niño"Entre sus trabajos destacan voces para series infantiles de Nick jr., CartoonNetworks, Discovery, Disney, entre otros.

## Cine
| Año  | Título                        | Rol    | Director             | Ref. |
| ---- | ----------------------------- | ------ | -------------------- | ---- |
| 2020 | Piola (película)              | Martín | Luis Alejandro Perez |      |
| 2023 | ''La contadora de películas'' |        | Lone Scherfig        |      |

## Televisión
| Año       | Título                  | Papel                        | Cadena   |
| --------- | ----------------------- | ---------------------------- | -------- |
| 2005      | Mea Culpa               | Eugenio Honorato             | TVN      |
| 2005-2006 | El día menos pensado    | Gonzalo / Gabriel            | TVN      |
| 2006      | Floribella              | Jonathan                     | TVN      |
| 2007      | Alguien te mira         | Emilio García                | TVN      |
| 2009-2010 | Una pareja dispareja    | Neme Ariztía (joven)         | TVN      |
| 2012      | Reserva de familia      | Fernando Ruiz-Tagle (joven)  | TVN      |
| 2012-2014 | El reemplazante         | Alumno                       | TVN      |
| 2015      | Príncipes de barrio     | Cristopher "Tofi" Millán     | Canal 13 |
| 2016      | Veinteañero a los 40    | Francisco Bustamante (joven) | Canal 13 |
| 2018      | Santiago Paranormal     | Matías Silva                 | TVN      |
| 2020      | Historias de cuarentena | Diego Ortega                 | Mega     |
| 2021      | Edificio Corona         | Miguel Sánchez               | Mega     |
| 2021-2022 | Amar profundo           | Oliver Parra                 | Mega     |
| 2022      | Hasta Encontrarte       | Lautaro Cáceres (joven)      | Mega     |
| 2023-2024 | Como la vida misma      | Joselo Morales               | Mega     |
| 2024-2025 | Los Casablanca          | Jonás Casablanca             | Mega     |

## Teatro
- 2024: Cabaret[5]
- 2024: Mamá está más chiquita

## Premios y Nominaciones
| Año  | Festival        | Categoría                            | Obra               | Resultado |
| ---- | --------------- | ------------------------------------ | ------------------ | --------- |
| 2022 | Premio Caleuche | Mejor actor de soporte en teleseries | Edificio Corona    | Ganador   |
| 2024 | Premio Caleuche | Mejor actor de soporte en teleseries | Como la vida misma | Nominado  |